# Gerhard von Kügelgen
Franz Gerhard von Kügelgen, né le 6 février 1772 à Bacharach et mort le 27 mars 1820 à Loschwitz, est un peintre allemand, célèbre pour ses portraits et peintures d'histoire.

## Biographie
Il a été professeur à l'Académie des beaux-arts allemande de Dresde et membre à la fois des Académies des beaux-arts de Prusse et de Russie.
Il a épousé Hélène-Marie-Zoé Zoege von Manteuffel, une de ses anciennes élèves originaire de Reval dont il avait fait la connaissance à Munich en 1798, et qui lui a donné trois enfants : Wilhelm (né à Saint-Pétersbourg en 1802 et devenu peintre comme son père), Gerhard, né en 1806 et Adélaïde, née en 1808.
Il a été assassiné par un voleur en 1820, alors qu'il sortait de son atelier de Loschwitz pour se rendre à Dresde.
Son frère jumeau Karl von Kügelgen était également peintre.

## Galerie

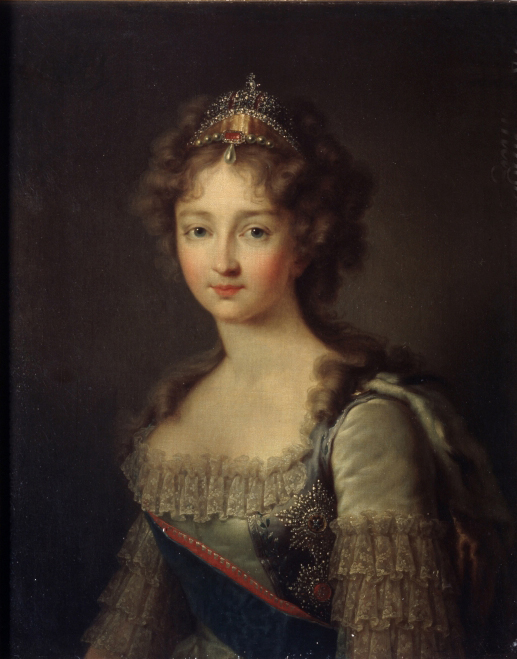
Élisabeth Alexeïevna de Russie au Musée d'art de Vinnytsia.
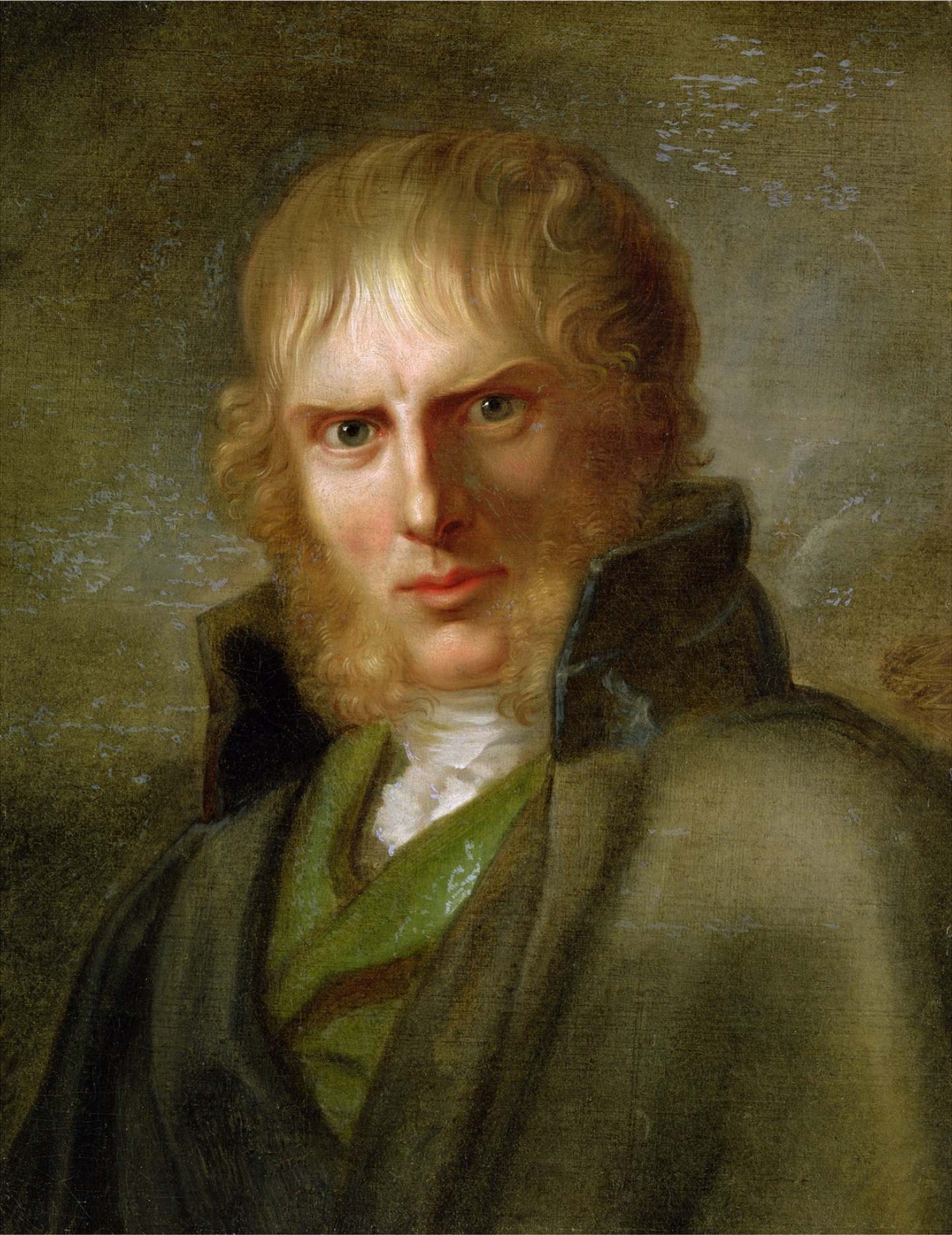
Portrait de Caspar David Friedrich
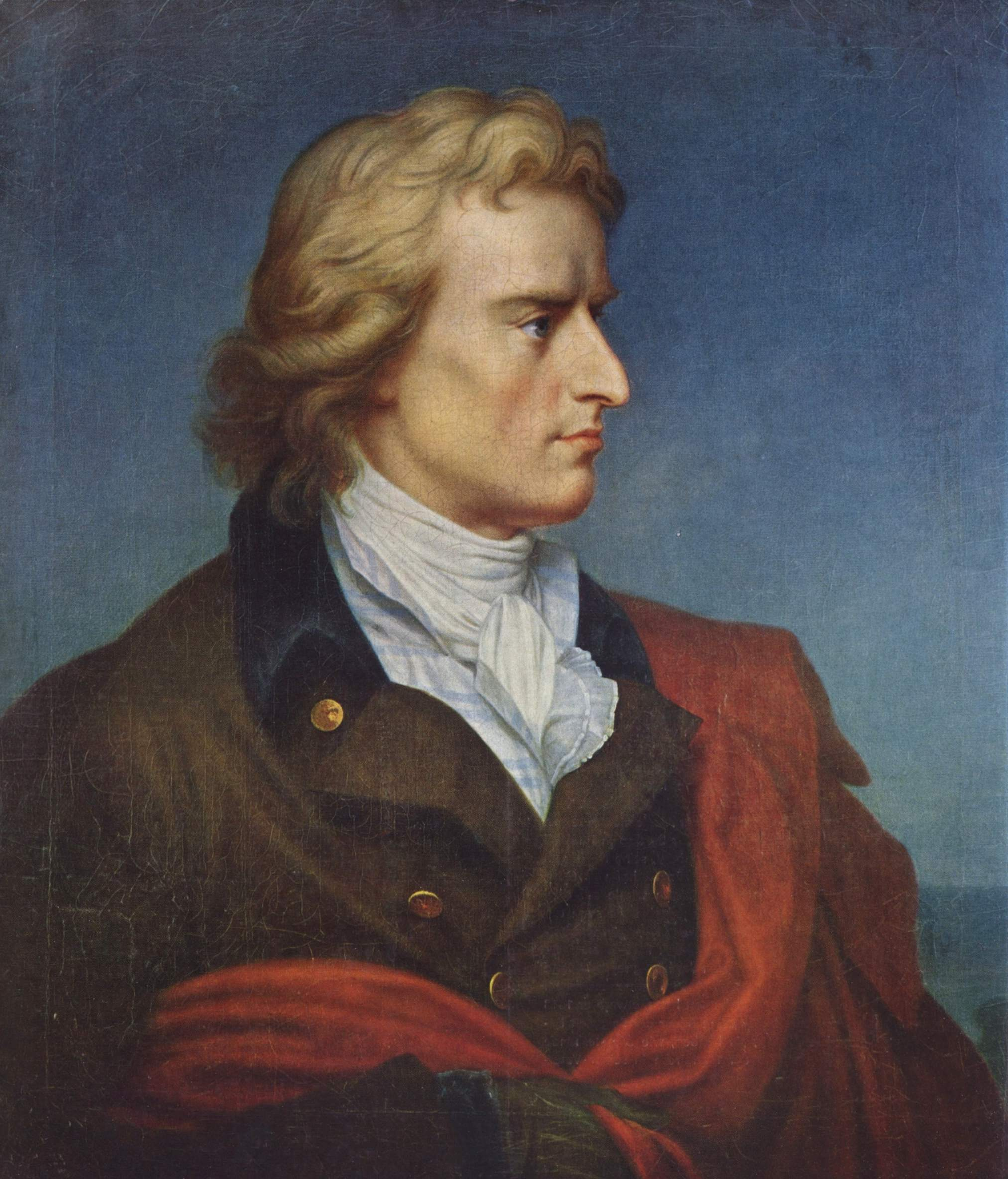
Portrait de Friedrich von Schiller
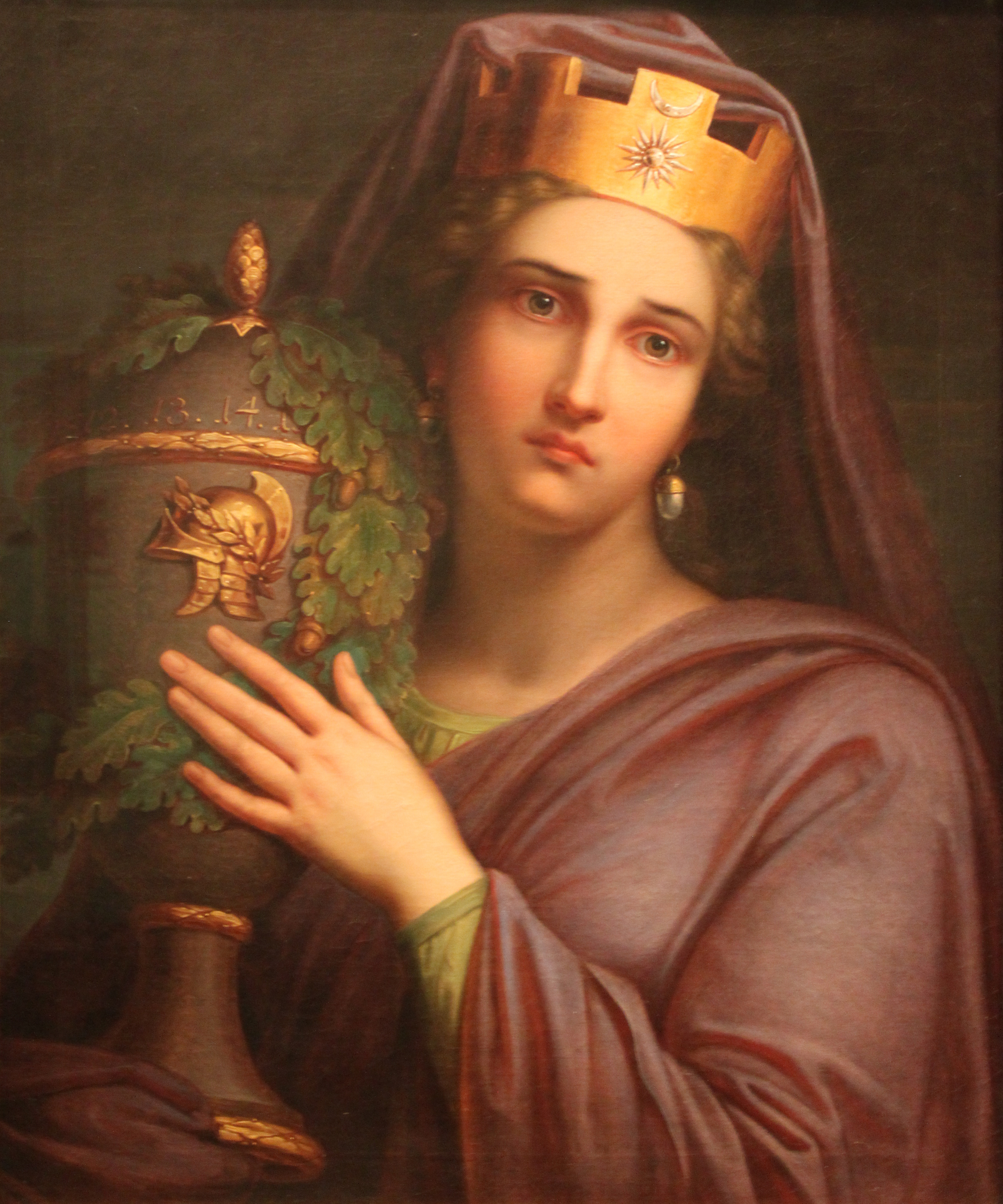
Allégorie du deuil, 1815, Musée historique allemand
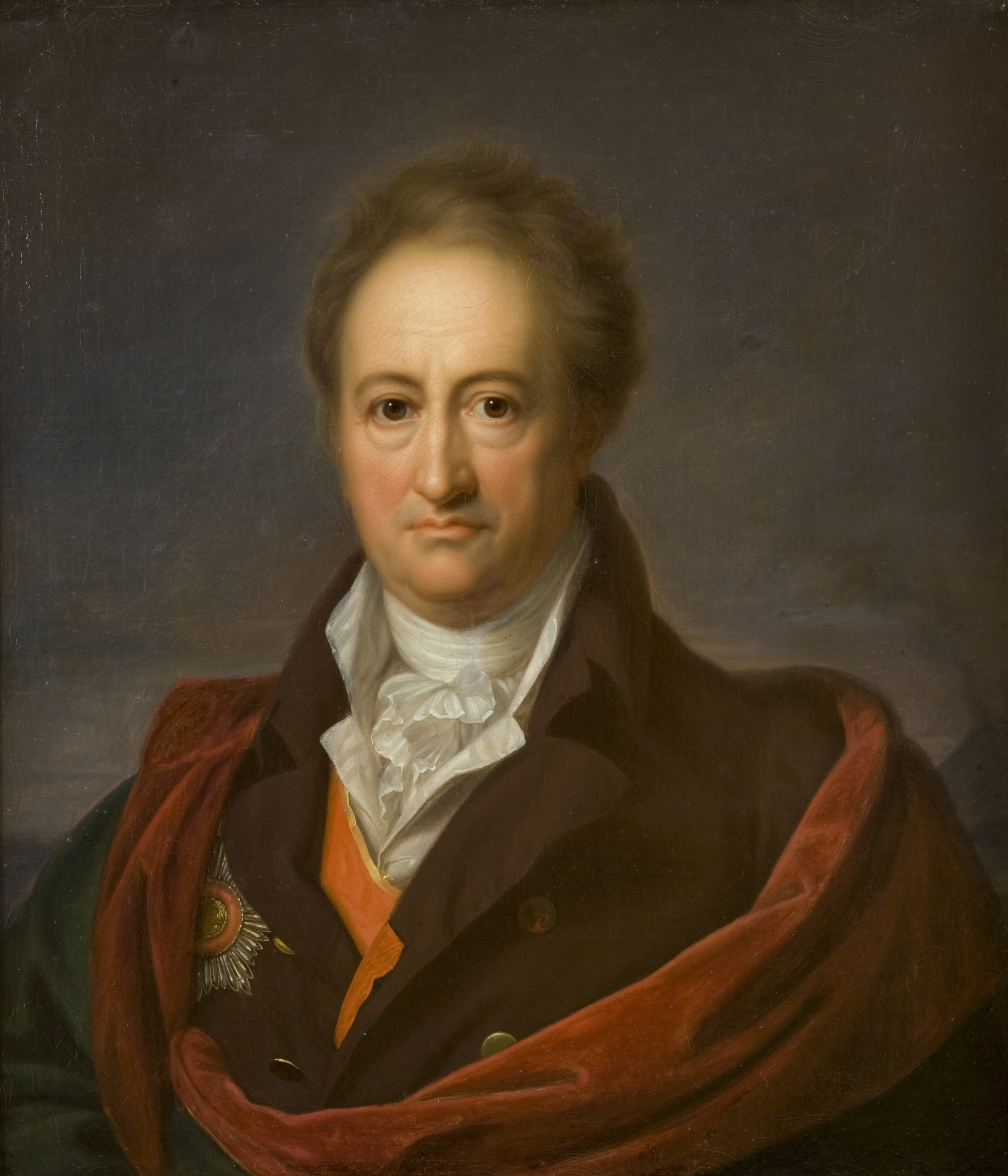
Portrait de Johann Wolfgang von Goethe
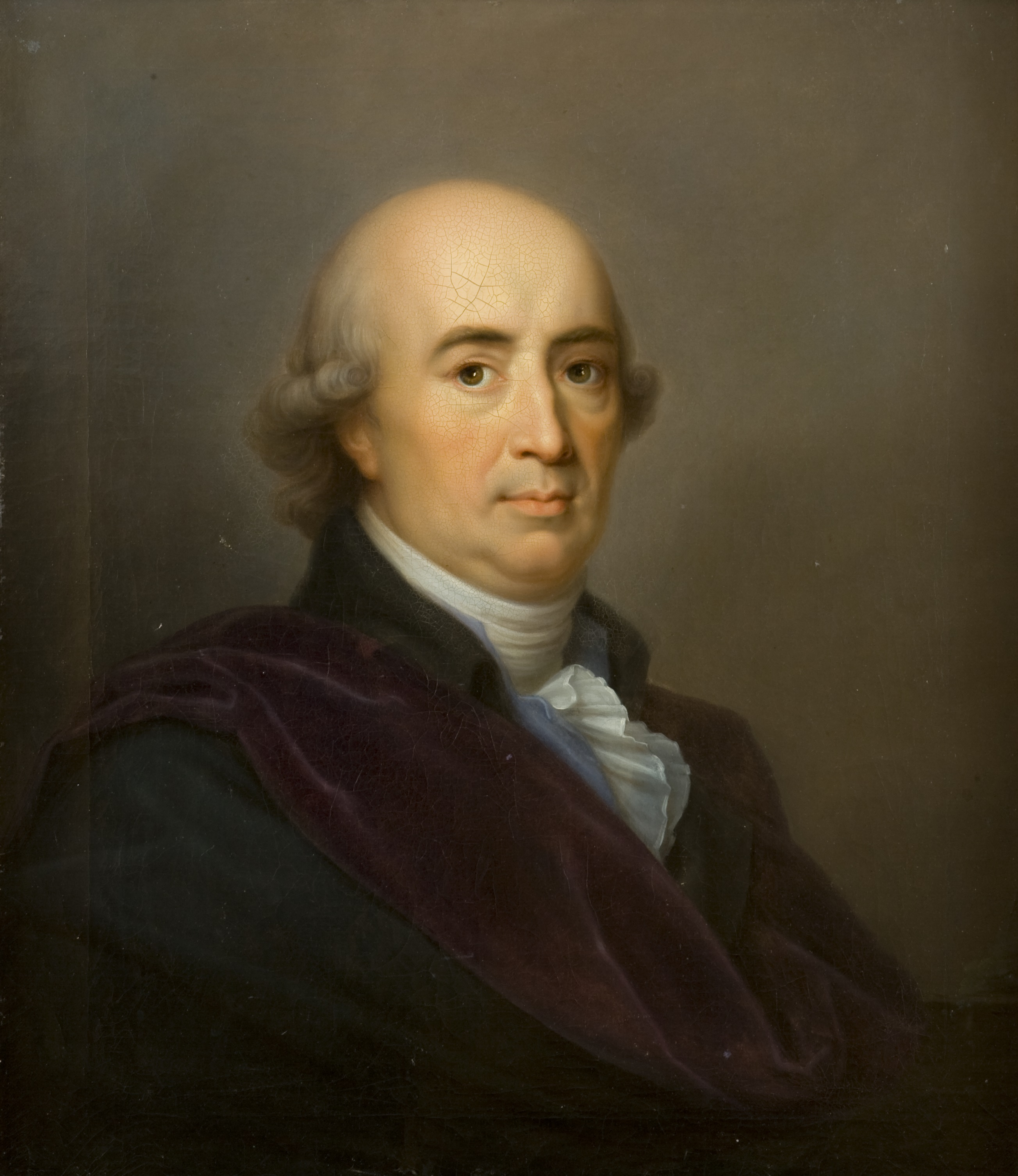
Portrait de Johann Gottfried von Herder